# Autoroute A8 (Portugal)
Pour les articles homonymes, voir Autoroute A8 et Autoroute de l'Ouest.
L'autoroute portugaise A8 relie l'  à proximité de Lisbonne à l' à proximité de Leiria en passant par Torres Vedras, Óbidos, Caldas da Rainha, Nazaré et Marinha Grande. Elle traverse la région littorale centre du pays. Sa longueur est de 139 kilomètres.
Le 16 novembre 2011 fut inauguré le dernier tronçon de l'A8 d'une longueur de 6 km et correspondant au contournement sud de Leiria.

## Péage
Cette autoroute est payante (concessionnaire: Autoestradas do Atlantico). Un trajet Lisbonne-Leiria pour un véhicule léger coute 8€65.
Le péage du contournement sud de Leiria est assuré par des portiques automatiques en flux libre (free-flow) et coute 0€50.

## Historique des tronçons
| Tronçon                                    | État (2011)                                      | km   |
| ------------------------------------------ | ------------------------------------------------ | ---- |
| (CRIL) - Frielas                           | En service (1984)                                | 4,3  |
| Frielas - Malveira                         | En service (1991)                                | 14,8 |
| Malveira - Torres Vedras-Sud               | En service (1996)                                | 17,4 |
| Torres Vedras-Sud - Torres Vedras-Nord     | En service (1995)                                | 5,9  |
| Torres Vedras-Nord - Bombarral-Sud         | En service (1997)                                | 20,1 |
| Bombarral-Sud - Bombarral-Nord             | En service (1993)                                | 3,5  |
| Bombarral-Nord - Caldas da Rainha-Nord     | En service (1995)                                | 19,9 |
| Caldas da Rainha-Nord - Marinha Grande-Est | En service (2001)                                | 42,3 |
| Marinha Grande-Est - Leiria ()             | En service (2002)                                | 4,3  |
| Leiria () - Leiria ()                      | En service (11/2011) (Concession: Litoral Oeste) | 6,5  |

## Trafic
| Section                                | Trafic en 2010 (véhicules/jour) |
| -------------------------------------- | ------------------------------- |
| Loures - (CREL)                        | 44229                           |
| (CREL) - Lousa                         | 53258                           |
| Lousa - Malveira ()                    | 48997                           |
| Malveira () - Enxara de Bispo          | 29073                           |
| Enxara de Bispo - Torres Vedras-Sud    | 27887                           |
| Torres Vedras-Sud - Torres Vedras-Nord | 22850                           |
| Torres Vedras-Nord - Ramalhal          | 24464                           |
| Ramalhal - Campelos                    | 18437                           |
| Campelos - Bombarral                   | 17943                           |
| Caldas da Rainha-Nord - Alfeizerão     | 13650                           |
| Alfeizerão - Valado dos Frades         | 13618                           |
| Valado dos Frades - Pataias            | 13875                           |
| Pataias - Marinha Grande-Sud           | 13625                           |
| Marinha Grande-Sud -                   | 13702                           |
| - Marinha Grande-Est                   | 7942                            |
| Marinha Grande-Est - Leiria            | 6442                            |

## Capacité
| Section                              | Capacité | Longueur |
| ------------------------------------ | -------- | -------- |
| (CRIL) - Malveira                    |          | 19 km    |
| Malveira - Caldas da Rainha          |          | 66 km    |
| Caldas da Rainha - Marinha Grande () |          | 42 km    |
| Marinha Grande () - Leiria ()        |          | 11 km    |

## Itinéraire

Carte de l'A8

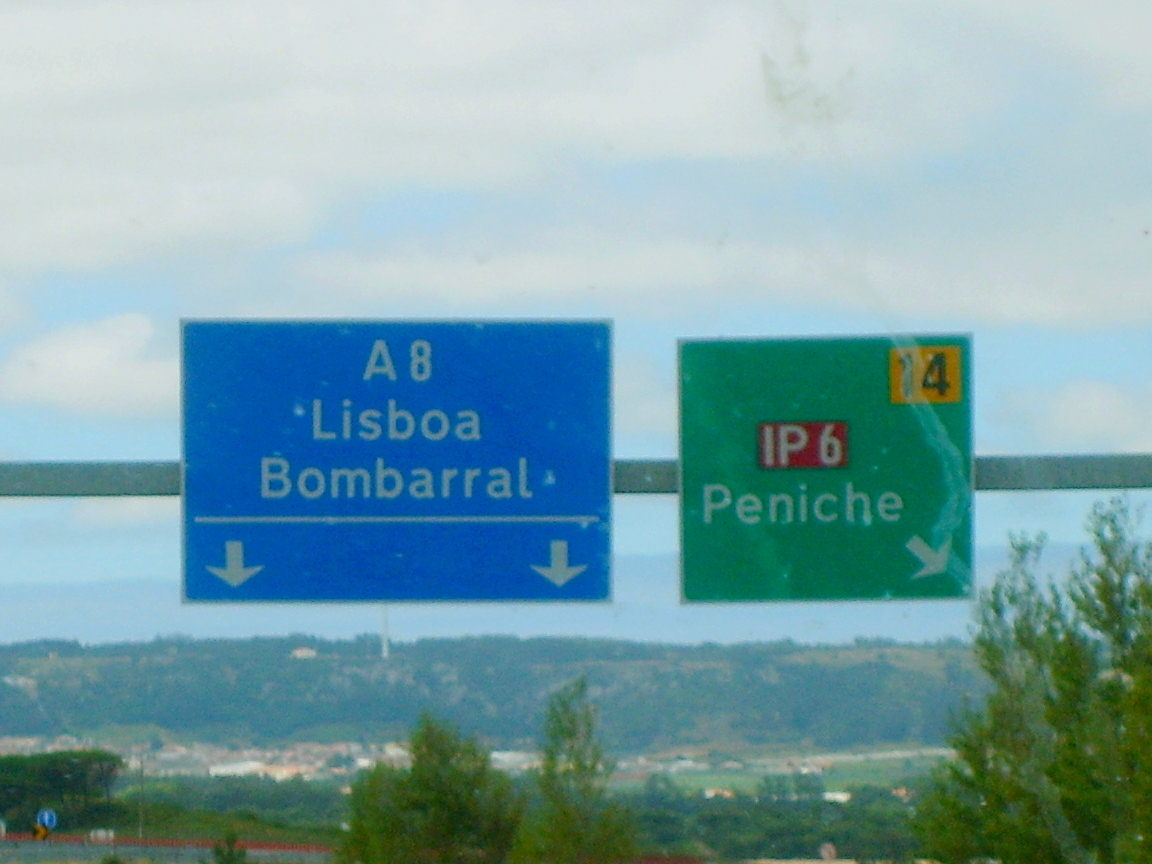
L'A8 à hauteur de l'échangeur avec l'

| Sorties                                  | Villes                               |
| ---------------------------------------- | ------------------------------------ |
|                                          | Lisbonne (Calçada de Carriche)       |
| Début du tronc commun avec l'A36 (CRIL)  |                                      |
|                                          | Odivelas (CRIL)                      |
| 01                                       | Sacavém (CRIL)                       |
| Fin du tronc commun avec l'A36 (CRIL)    |                                      |
| 02                                       | Frielas                              |
| 03                                       | Loures                               |
| Péage de Loures                          |                                      |
| 03A                                      | (CREL)                               |
| Aire de service de Loures (km 14)        |                                      |
| 04                                       | Lousa                                |
| 05                                       | Mafra - Ericeira                     |
| 06                                       | Enxara de Bispo                      |
| 07                                       | Torres Vedras-Sud                    |
| 08                                       | Torres Vedras-Nord                   |
| 09                                       | Ramalhal                             |
| Aire de service de Torres Vedras (km 49) |                                      |
| 10                                       | Campelos                             |
| Péage de Bombarral                       |                                      |
| 11                                       | Bombarral                            |
| 12                                       | Carvalhal                            |
| 13                                       | São Mamede                           |
| 14                                       | Peniche IP 6                         |
| 15                                       | Óbidos                               |
| 16                                       | Rio Maior - Santarém                 |
| 17                                       | Gaeiras                              |
| Aire de service de Óbidos (km 79)        |                                      |
| 18                                       | Caldas da Rainha                     |
| 19                                       | Caldas da Rainha (Zone Industrielle) |
| 20                                       | Caldas da Rainha-Nord Tornada        |
| Péage de Tornada                         |                                      |
| 21                                       | Alfeizerão                           |
| 22                                       | Alcobaça Nazaré                      |
| Aire de service de Nazaré (km 110)       |                                      |
| 23                                       | Pataias                              |
| 24                                       | Marinha Grande-Sud                   |
| 24A                                      | Figueira da Foz                      |
| 25                                       | Marinha Grande-Est                   |
| 26                                       | Leiria-Ouest Batalha                 |
| Portique de péage de Cortes - € 0,25     |                                      |
| 27                                       | Leiria-Sud Cortes                    |
| Portique de péage de Pousos - € 0,25     |                                      |
| 28                                       | Pousos                               |
|                                          | Leiria-Est Accès à l'                |